# 에로 (야마시타 토모히사의 음반)
《에로(エロ)》는 야마시타 토모히사의 두 번째 정규 앨범이다. 2012년 7월 25일에 워너뮤직 재팬에서 발매되었다. 음반 레이블 이적후 처음으로 발매된 앨범이기도 하다.

## 음반 소개
전작 〈SUPERGOOD, SUPERBAD〉이후 약 1년 6개월만에 발매된 야마시타 토모히사의 2nd 정규 앨범이다. 판매 형태는 초회 한정반 A, B, 통상 반, 야마시타 토모히사 SHOP 한정반의 4종의 릴리스, 초회 한정반 A에는 ERO -2012 version-의 PV와 본작의 스페셜 인터뷰가 실려있으며, 첫회 한정반 B는 ERO -2012 version-메이킹과 본작의 레코딩 다큐멘터리가 수록되어있다.
제목의 "에로"는 야마시타 본인이 "멋진 제목은 시시하다"라고 충격적인 것을 생각하고 있었는데, 야마시타 자체가 에로스럽게 보이기 위해 동 타이틀로 결정했다. 또한 본작을 내건 〈TOMOHISA YAMASHITA LIVE TOUR 2012 ~ 에로 P ~〉가 2012년 7월 28일부터 동년 8월 29일까지 콘서트가 개최되었다.

## 수록 곡 목록

### 초회 한정반 A, B
1. 愛、テキサス (사랑, 텍사스)
  - 작사 : 티카·α / 작곡 : 나가이 세이이치, 편곡 : 티카·α, 나가이 세이이치
2. ERO -2012 version-
  - 작사 : 노지마 신지 / 작곡 : 마에야마다 켄이치
3. カリーナ (카리나)
  - 작사·작곡 : 나오토 인티라이미 / 편곡 : 오오쿠보 카오루
4. ロマンチック (로맨틱)
  - 작사 : micca / 작곡 : 오오하시 트리오
5. Shiver
  - 작사·작곡·편곡 : GLORY HILL, JEFF MIYAHARA
6. Hit the Wall
  - 작사·작곡·편곡 : 야마시타 토모히사, JEFF MIYAHARA
7. BABY BABY
  - 작사·작곡·편곡 : 나카타 야스타카
8. Be The ONE
  - 작사·작곡 : Rake / 편곡 : 코마츠 히데유키
9. 僕だけの君に (나만의 너에게)
  - 작사 : 아야노코지 쇼우(디제이 오즈마) / 작곡·편곡 : 시부야 케이이치
10. Turn Off The Lights
  - 작사 : Blaise Plant, Maynard Plant, tax(MONKEY MAJIK) / 작곡 : Blaise Plant·Maynard Plant / 편곡 : Blaise Plant
11. 悩みの森の真ん中で (고민의 숲의 한가운데서)
  - 작사·작곡·편곡 : 우루시도 히로시

### 통상 반
1. 愛、テキサス (사랑, 텍사스)
2. ERO -2012 version-
3. カリーナ (카리나)
4. ロマンチック (로맨틱)
5. Shiver
6. Hit the Wall
7. BABY BABY
8. Be The ONE
9. 僕だけの君に (나만의 너에게)
10. Turn Off The Lights
11. 悩みの森の真ん中で (고민의 숲의 한가운데서)
12. 踊る夜 (춤추는 밤)

- 작사: 야마시타 토모히사, HUB / 작곡: 야마시타 토모히사, Zen, Lensei / 편곡: 야마시타 토모히사, Zen

## DVD

### 초회 한정반 A
1. ERO -2012 version- <뮤직 비디오>
2. 앨범 "에로" 스페셜 인터뷰

### 초회 한정반 B
1. ERO -2012 version- <메이킹 영상>
2. 앨범 "에로" 레코딩 다큐멘터리